# Nous ne sommes pas des anges (chanson)
Pour les articles homonymes, voir Nous ne sommes pas des anges.
Singles de France Gall
Le Temps de la rentrée
(1965) Faut-il que je t'aime
(1965)
Nous ne sommes pas des anges est une chanson écrite et composée par Serge Gainsbourg et interprétée par France Gall en 1965.
La chanson traite de la confusion des genres, de l’identité de genre et évoque la bisexualité et la transidentité,,,.

## Fiche technique
- Titre : Nous ne sommes pas des anges
- Paroles et musique : Serge Gainsbourg
- Interprète d’origine : France Gall sur le super 45 tours EP Philips 437-125 BE
- Arrangements et direction musicale : Alain Goraguer
- Musiciens :
  - Piano : Alain Goraguer
  - Guitare : Léo Petit
  - Basse : Pierre Michelot
  - Batterie : Christian Garros
- Producteur : Denis Bourgeois
- Année de production : 1965
- Enregistrement : Studio Blanqui, Paris (13e arr.)
- Éditeur : Sidonie (catalogue Bagatelle)
- Parution : septembre 1965
- Durée : 2 min 45 s

## Thèmes et contexte
La chanson commence par le refrain sur un tempo « vivo » : « Nous ne sommes pas des anges, les anges du paradis trouveraient ce monde bien étrange s’ils descendaient jusqu’ici ». Mais chantés plus bas, comme si c'étaient des confidences, les couplets insistent sur la confusion des genres :  « Les garçons, on dirait des filles avec leurs cheveux longs, quant à nous les filles, on dirait des garçons, les filles en pantalon » (variante : les garçons embrassent les filles, les filles en pantalon).
Selon l'enquête effectuée par Régis Revenin : « À la fin des années 1960, un jeune hétérosexuel écrit que les filles n’aiment pas les hommes trop musclés, tandis qu’un autre note que les jeunes filles préfèrent désormais sortir avec des hommes qui ne sont pas virils, voire efféminés ». Au début des années 1960, les adultes constatent que « les modes et les comportements juvéniles convergent vers une indifférenciation, voire une inversion des sexes ». Le magazine Marie Claire écrivait déjà, en août 1960 : « Il ne semble pour les jeunes n’y avoir ni garçon, ni fille, mais un seul sexe — les copains ».
Il est beaucoup question de « L’importance des idoles dans ces années-là. […] Fantasmes de filles autant que de garçons sur Johnny Hallyday (qui, à cette époque-là, a de longs cheveux blonds), sur le corps des idoles ».

## Accueil
Pour Gilles Verlant, c’est « une chanson de Gainsbourg qui ne vaut pas tellement mieux » que les autres titres qu’il juge « indigents » et qui constituent le 45 tours EP de France Gall paru en septembre 1965. Il ajoute anecdotiquement qu'« on peut seulement s’amuser de la coïncidence qui veut que la sortie de cette chanson unisexe précède de trois mois celle des Élucubrations d'Antoine ».
Régis Revenin pense tout autrement : « En 1965, France Gall, âgée de 18 ans, revendique les nouveaux goûts de sa génération dans Nous ne sommes pas des anges, une chanson écrite par Serge Gainsbourg. […] Dorénavant, les jeunes filles décrivent le physique et la psychologie masculine à l’aide de mots jusque-là réservés au monde de l’enfance ou renvoyant traditionnellement à la féminité, comme « adorable », « charmant », « mignon » ». Régis Revenin ajoute, lors de son entretien avec Emmanuel Laurentin dans l’émission de radio La Fabrique de l'histoire : « Chanson extrêmement intéressante et qui montre effectivement les bouleversements de la société des années 1960. […] Il y a des mouvements d’opinions, la revue L’École des parents, dès les années 1965-1966, fait des chroniques régulières autour de l’éducation sexuelle nécessaire ».

## Reprises
- Dans les années 1960, Barbara enregistre également la chanson, mais celle-ci n’est éditée qu’en 2012 sur la compilation double CD Barbara Best of (Mercury-Universal réf. 3712286[8]). Elle y introduit des variantes personnelles, notamment en invertissant quelques vers[9]. Les raisons qui l’ont poussée à enregistrer Nous ne sommes pas des anges sont floues, sans sources précises : dans le livret de l'édition du Best of, l'écrivain Jean-François Fontana[10] remarque que Barbara « pouvait reprendre et recréer, après France Gall (!), Nous ne sommes pas des anges », sans autres indications et sans que l'année d’enregistrement soit mentionnée[11], mais elle chante en re-recording sur la bande instrumentale arrangée pour France Gall par l’orchestrateur attitré de celle-ci à l’époque, Alain Goraguer (avec lequel Barbara n’a jamais travaillé). De ce fait, et sans que ce soit prouvé, on pourrait tout aussi bien en déduire qu’il s’agissait, avec l'autre reprise que Barbara a faite de Même si tu revenais[12], chanson créée par Claude François (1965), d’un test-pressing en vue de l’édition de l'album-gag du 1er avril 1966 produit par Claude Dejacques où les vedettes maison Philips échangent leurs succès en re-recording, album resté inédit à ce jour, on ignore pourquoi[13]. Yves-Ferdinand Bouvier et Serge Vincendet se rallient à Jean-François Fontana en écrivant que Barbara a repris cette chanson dans l’émission de radio Le Cahier de chansons en décembre 1969 avant de l’interpréter en duo avec France Gall dans l’émission radio L'Oreille en coin diffusée sur France Inter au début des années 1970[9], tandis que, sans citer de sources, Gilles Verlant[7] note que Barbara aurait été la première à enregistrer la chanson « finalement chantée par France Gall »...

- 1996 : par le groupe pop britannique Heavenly sur album Operation Heavenly, disques Wiiija.

- 2016 : la chanson est reprise en Français par le groupe de Metal Symphonique Suédois Therion sur l'EP Les Épaves, disques Alduruna. Version limitée à 1000 exemplaires[14].

### Chansons de Serge Gainsbourg écrites pour France Gall
- N'écoute pas les idoles (1964).
- Laisse tomber les filles (1964).
- Poupée de cire poupée de son (1965).
- Attends ou va-t'en (1965).
- Nous ne sommes pas des anges (1965).
- Baby pop (1966).
- Les Sucettes (1966).
- Dents de lait dents de loup, duo interprété avec Serge Gainsbourg à la télévision le 11 janvier 1967, édité sur le DVD Gainsbourg 1958-1967 (1994)[15],[16].
- Néfertiti (1967).
- Bloody Jack (enregistrée le 2 juillet 1967). Chanson restée inédite jusqu'en 2003 (compilation SOS mesdemoiselles, volume 5 de la collection Pop à Paris, CD Universal Music 069 113-2), qui associe la musique de Teenie Weenie Boppie et le texte Bloody Jack, interprété ultérieurement sur une autre musique par Serge Gainsbourg (album Initials B.B., 1968), puis par Zizi Jeanmaire (45 tours Disc'AZ EP‑1199, 1968).
- Teenie Weenie Boppie (juillet 1967).
- Qui se souvient de Caryl Chessman ?, titre inédit, enregistré en 1967. Informations succinctes sur cet enregistrement : d'après Yves-Ferdinand Bouvier et Serge Vincendet, Gainsbourg chante tandis que France Gall fait les chœurs[9].
- Frankenstein (1972).
- Les Petits Ballons (1972).